# Xã Irving, Quận Brown, Kansas
Xã Irving (tiếng Anh: Irving Township) là một xã thuộc quận Brown, tiểu bang Kansas, Hoa Kỳ. Năm 2010, dân số của xã này là 306 người.